# 小笠原まさや
小笠原 まさや（おがさわら まさや、1975年11月25日 - ）は、日本の喜劇俳優、タレント、占い師である。本名、小笠原 祐哉（読み同じ）。愛称ムッチー。
北海道札幌市または寿都郡寿都町出身。身長169cm。吉本興業東京本社、TAPを経て、2021年2月現在はフリー。

## 略歴
NSC大阪校の24期生（2002年卒業）、その後1年半ほど同期の宮川たま子と「バッペータ」（沖縄の方言で間違いと言う意味）と言うコンビを結成する。『素人名人会』（毎日放送）『M-1グランプリ』（朝日放送テレビ）などにも出演した。その後は東京のルミネtheよしもとなどに出演する。
占い師の祖母と叔母を持ち、NSC入学前は地元札幌で占い師として活動していた。楽屋で占いをしていたところ、吉本芸人の間で評判になる。独自に考案した「東方五行占い」（陰陽五行説を基に九星気学や四柱推命といった東洋占術の要素を加えたもの）を行う。
2009年4月12日、杉並区上井草の自宅において2008年6月頃に、都内在住の女子高生（当時16歳）が18歳未満であると知りながら淫らな行為をしたとし東京都青少年健全育成条例違反の容疑で逮捕される。略式起訴処分となり、罰金30万円。吉本興業は5月1日付けで無期限謹慎処分とした。
2010年より自身がオーナーを務める「金魚堂」で占い師として働いている。

## 人物
芸人時代よりプロレスファンとして知られ、2008年の「マッスルハウス6」ではたまたま観戦していた占い師という体でスキットに参加。
その後も金魚堂として大会スポンサーや、プロレスレフェリーとしても関わっている。プロレスと占いには関係性があり、約西暦1018年頃には「霊角」という現代に訳すと霊能力を競うプロレス競技が行われていたと小笠原は説明している。

## 出演

### テレビ
- タカアンドトシのどぉーだ!（北海道文化放送）「道産子占い」のコーナーで占いを行っていた。[14]
- やりすぎコージー（2005年7月9日、テレビ東京）[15]
- ウソかホントかわからない やりすぎ都市伝説スペシャル（2008年7月25日、テレビ東京）[16]
- 今年も生だよ芸人集合 笑いっぱなし伝説（2009年1月1日、テレビ東京）

### ラジオ
- それゆけ!メッセンジャー（2008年1月19日、MBSラジオ）[17]

### インターネット
- 溜池Now（GyaO）「2008 朝まで生占い」[18]
- 高須光聖の御影流（ニコニコ生放送）[19]

### イベント
- SUPERSTAR POP JAM（2008年7月27日、埼玉・イオン北戸田ショッピングセンター）※G1 CLIMAX 2008開幕直前イベント[20]

## 著書
- ムッチーの恋する体重占い 2006年版（ぴあ、2005年11月）ISBN 978-4835616001